# Terremoto de 1139 em Ganja
O terremoto de 1139 em Ganja é um dos piores eventos sísmicos da história. Afetou o Império Seljúcida e o Reino da Geórgia; Azerbaijão e Geórgia modernos. O terremoto teve uma magnitude estimada de 7,7 MLH, 7,5 Ms e 7,0–7,3 Mw. Um controverso número de mortos de 230 000 a 300 000 veio como consequência deste evento. 

Os Portões de Ganja no Mosteiro Gelati

## Dano
Mkhitar Gosh, um estudioso e escritor armênio, descreveu o terremoto. Ele descreveu enormes danos nos distritos de P'ar'isos e Xach'e'n de Syunik. A cidade de Ganja também sofreu devastação, deixando muitos moradores enterrados sob ruínas. Muitas estruturas, incluindo mosteiros e igrejas, castelos e aldeias na região montanhosa foram totalmente destruídas. O número de pessoas que morreram nas montanhas não é conhecido, descrito como "incalculável". Fortes tremores provocaram deslizamentos de terra maciços nas encostas das montanhas e desfiladeiros na Região das montanhas do Cáucaso. Partes do Monte Kapaz desmoronaram e o deslizamento de terra resultante bloqueou o rio Kürəkçay, formando o Lago Göygöl. Outros seis lagos se formaram, incluindo Maral-gol e Lago Ağgöl.
O número estimado de mortos deste terremoto está em algum lugar entre 230 000 e 300 000, tornando-o um dos terremotos mais mortais da história. Entre os mortos estavam dois filhos do então governante do Império Seljúcida , Qara Sonqor. O número de mortos permanece controverso com alguns autores afirmando que é um exagero considerando a população da área no momento do desastre, ou que isso foi uma fusão com os terremotos de 1138 em Aleppo e 1137 em Jazira.

## Consequências
O rei Demétrio I da Geórgia aproveitou o terremoto e saqueou a cidade. As tropas roubaram muitos artefatos e itens valiosos da cidade, incluindo os Antigos Portões de Ganja, que foram utilizados como troféu. A cidade foi reconstruída por Qara Sonqor, onde começou a florescer.